# Occupation soviétique de la Lettonie en 1940
L'occupation soviétique de la Lettonie en 1940 est l'occupation militaire de la république de Lettonie par l'Union soviétique en 1940-1941 conformément aux clauses du pacte germano-soviétique de 1939,,,.

## Chronologie

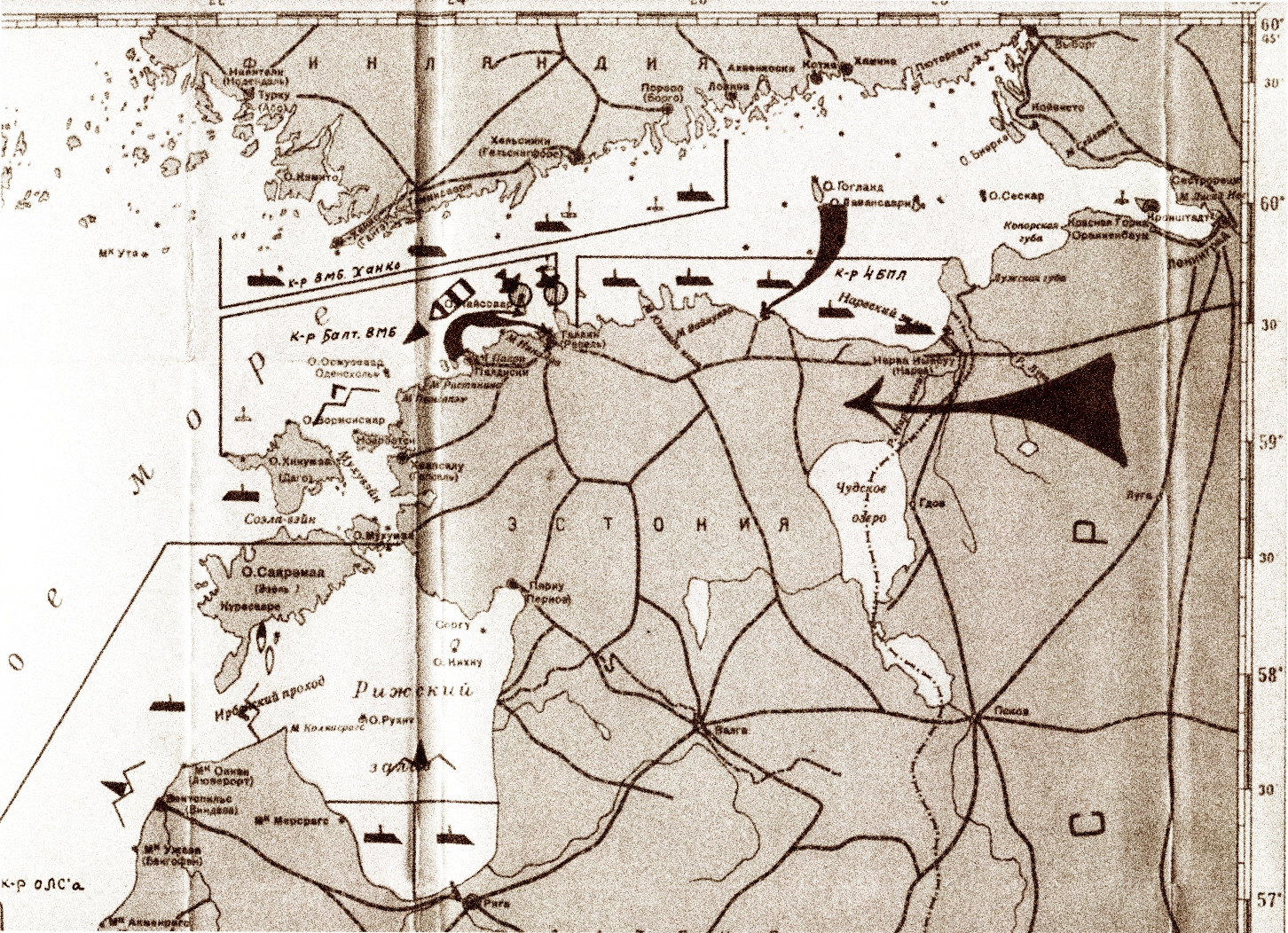
Plans pour le blocus militaire naval de l'Estonie et de la Lettonie en 1940 (archives navales russes d'État).

### Invasion soviétique
Le 28 mai 1940, le ministre lituanien à Moscou reçoit une note de Viatcheslav Molotov relatant l'enlèvement supposé de deux soldats soviétiques à Vilnius. Le gouvernement lituanien tente d'éclaircir l'affaire en proposant une commission soviétique et lituanienne conforme au pacte d'assistance mutuelle. Moscou rejette la proposition et rompt les négociations puis entreprend une série d'actions :
- 12 juin 1940 : émission d'un ordre d'un blocus militaire total sur l'Estonie par la flotte baltique soviétique[5],[6]
- 14 juin : tandis que le monde a les yeux fixés sur la chute de Paris, Molotov accuse les pays baltes de conspirer contre l'Union soviétique et adresse un ultimatum à la Lituanie en exigeant la formation d'un nouveau gouvernement pro-soviétique. Le même jour, le blocus soviétique contre l'Estonie entre en vigueur. D'après les récits de témoins oculaires auprès d'enquêteurs estoniens et finlandais, deux bombardiers soviétiques abattent un appareil finlandais pour le transport de passagers : le Kaleva, qui se rend de Tallinn à Helsinki avec trois valises diplomatiques des États-Unis à Tallinn, Riga et Helsinki. Henry W. Antheil Jr. (en), employé auprès des Affaires étrangères américaines, est tué dans le crash[7].
- 15 juin : 
  - les armées soviétiques envahissent la Lituanie[8] et se déploient pour envahir la Lettonie.
  - les armées soviétiques agressent des garde-frontières lettons à Masļenki[9] ; elles tuent trois gardes et deux civils et enlèvent comme otages 10 autres gardes et 27 civils[10].
- 16 juin : l'Union soviétique envahit la Lettonie et l'Estonie[8]. Les Soviétiques adressent un ultimatum à ces deux pays, avec une échéance de six heures, leur réclamant 1) la formation de gouvernements pro-soviétiques qui, sous la protection de l'Armée rouge, sauraient mieux assurer le pacte d'assistance mutuelle ; 2) le libre passage des troupes soviétiques afin qu'elles contrôlent les principaux centres pour éviter des provocations contre l'Union soviétique. La Lettonie et l'Estonie, qui n'ont pas les ressources nécessaires pour résister à une armée très supérieure en nombre, ne peuvent espérer un secours extérieur et se trouvent menacées de bombardements sur leurs villes, capitulent[10].
- 17 juin :
  - les troupes soviétiques envahissent la Lettonie et y occupent les ponts, les centres de communications et les radios.
  - Andreï Vychinski, envoyé comme commissaire du peuple en Lettonie, se présente au président Kārlis Ulmanis.

### Perte de l'indépendance
Après l'invasion, l'Union soviétique continue d'instiguer des évènements : des contestataires, venus aux côtés de l'Armée rouge, organisent des manifestations et des réunions pour créer l'impression d'une agitation populaire.

### Régime de terreur

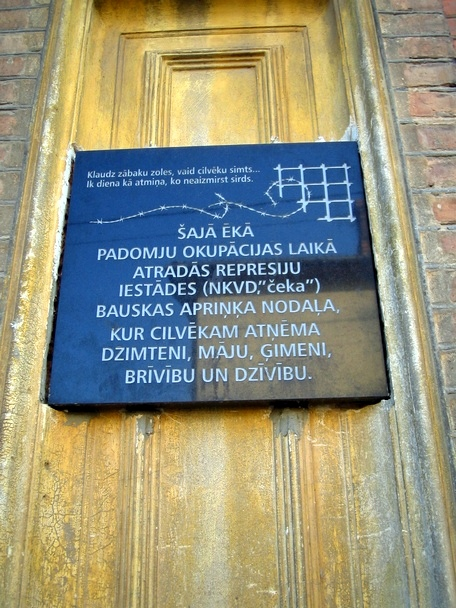
Plaque commémorative aux victimes du NKVD, à Bauska.

Les autorités soviétiques, après avoir assuré leur mainmise sur la Lettonie, instaurent immédiatement un régime de terreur. Des centaines d'hommes sont arrêtés, y compris les dirigeants de la république de Lettonie. Des tribunaux sont ouverts pour punir les « traîtres au peuple ».
Parmi les personnes arrêtées et susceptibles d'être rapidement liquidées se trouvent le président letton Kārlis Ulmanis ainsi que Vilhelms Munters, ministre des Affaires étrangères. Un décret annonce la confiscation immédiate des biens et l'exécution pour les diplomates restés à l'étranger qui refusent de reconnaître le nouveau régime et de revenir en Lettonie. Des décrets ultérieurs étendent la liste des répressions, ciblant également toute personne présentant un lien avec un fugitif se cachant du gouvernement ou qui a fui à l'étranger - ces actes équivalent à une trahison envers l'État.
Le 22 juin 1940, les parlements des trois États baltes votent des résolutions sur la nationalisation de la terre, qui en Lettonie sont suivies par une loi de réforme agraire une semaine plus tard. Une première loi limite à 30 hectare le terrain qu'une famille peut cultiver ; après la seconde occupation des soviétiques, cette surface est réduite à 15-20 hectares.
Les 13 et 14 juin a lieu la déportation de juin, qui concerne 15 600 hommes, femmes et enfants, dont 20% de l'ancien gouvernement letton. Au cours de la première occupation soviétique, environ 35 000 personnes sont déportées, soit 1,8% de la population lettone. Les déportations de Staline ont aussi frappé des milliers de juifs lettons.
Suivant les instructions Serov, les déportations se déroulaient avec vitesse et efficacité au milieu de la nuit. Les déportés avaient au mieux une heure pour préparer leur départ. Ils avaient l'autorisation d'emporter des effets personnels pour un poids maximal de 100 kg (argent, nourriture pour un mois, appareils de cuisson, vêtements). Les familles étaient ensuite emmenées à la gare, où elles découvraient que les hommes étaient séparés des femmes et des enfants. Les trains étaient escortés par des officiers du NKVD et des convois militaires. Les prisonniers, entassés dans des wagons à bestiaux, étaient emmenés à Sibérie ; beaucoup mouraient en cours d'acheminement, d'autres ont succombé au premier hiver.
Des Lettons ayant échappé aux déportations se sont cachés dans les forêts où des unités anti-soviétiques étaient organisées. Lorsque les armées nazies ont attaqué l'Union soviétique, les Lettons rebelles ont aussitôt collaboré avec l'Allemagne.

## Invasion des armées nazies et fin de l'occupation soviétique
Le 22 juin 1941, les nazis lancent l'offensive et ils pénètrent à Riga le 1er juillet 1941. En raison des déportations massives menées par les Soviétiques, les Lettons ont d'abord bien accueilli les armées allemandes. Le 10 juin 1941, les armées allemandes contrôlent l'ensemble du territoire et la Lettonie fait partie du Reichskommissariat Ostland. L'occupant mène une politique d'extermination à l'encontre des Juifs.